# Kathy Molter
Kathy Molter is een Amerikaanse actrice.

## Biografie
Molter begon in 1988 met acteren in de televisieserie Simon & Simon, hierna heeft ze nog in meerdere televisieseries en televisiefilms gespeeld. 

## Filmografie[1]

### Films
- 1996 Innocent Victims – als Julia Duvale

### Televisieseries
Uitgezonderd eenmalige gastrollen.
- 1990 – 1991 China Beach – als Gloria Dawn – 3 afl.
- 1989 General Hospital – als Molly – ? afl.